# Burhinus indicus
Burhinus indicus là một loài chim trong họ Burhinidae.